# Kelly Brook
Kelly Ann Parsons, hay có nghệ danh là Kelly Brook (sinh ngày 23 tháng 11 năm 1979) là một nữ diễn viên, nhân vật của giới truyền thông và người mẫu người Anh. Cô nổi tiếng nhất nhờ làm người mẫu tại Anh và nhờ tham gia đóng trong bộ sitcom One Big Happy (2015) của đài NBC tại Mỹ. Brook đã xuất hiện trong nhiều chương trình truyền hình của Anh như Strictly Come Dancing (2007), Britain's Got Talent (2009), Celebrity Juice (2012–2013), It's Not Me, It's You (2016), Loose Women (2018) và The Great British Bake Off (2020). Brook được xem là một biểu tượng sex và hình tượng văn hóa. Cô đã được tạp chí FHM trao danh hiệu "Người phụ nữ quyến rũ nhất thế giới" vào năm 2005 và tính đến 2015, cô luôn có mặt trong mọi danh sách "100 phụ nữ quyến rũ nhất" đếm ngược của FHM kể từ năm 1998. Trong một nghiên cứu vào năm 2016, các nhà nghiên cứu tại Đại học Texas phát hiện rằng Brook là người sở hữu thân hình lý tưởng nhất thế giới. Brook hiện đang đồng dẫn chương trình dạy lái xe Heart London với Jason King, bên cạnh đó cô cũng đảm nhận vai trò tương tự cho chương trình phát thanh quốc gia mang tên Heart trên show Feel Good Weekend vào các ngày thứ Bảy từ 9 giờ sáng đến 12 giờ đêm.

## Xuất thân
Brook sinh ra và lớn lên ở Rochester, Kent với tên Kelly Ann Parsons, là con gái của Sandra Kelly, một đầu bếp, và Kenneth Parsons, làm thợ sơn. Cô có một người em trai, Damian, và một người chị cùng cha khác mẹ, Sasha. Kenneth Parsons qua đời thọ tuổi 57 ở Rochester vì bị ung thư phổi, vào ngày 26 tháng 11 năm 2007, trong suốt thời gian của Brook trên Strictly Come Dancing. Brook theo học trường Thomas Aveling ở Warren Wood, Rochester. Năm 1996 ở tuổi mười bảy, cô diễn xuất trong bộ phim thứ hai "Fist of Fun", chương trình hài kịch của đài BBC Lee và Stewart Lee và Richard Herring là một nữ sinh trong loạt vở kịch ngắn mang tên 'Giáo viên' (một trong những ngôi sao của cô là Daniel Mays trẻ tuổi. Cô học tại Học viện Nghệ thuật Sân khấu Italia Conti ở London trong ba năm trong thời gian này trước khi trở thành một người mẫu chuyên nghiệp ở tuổi 16.

## Sự nghiệp người mẫu

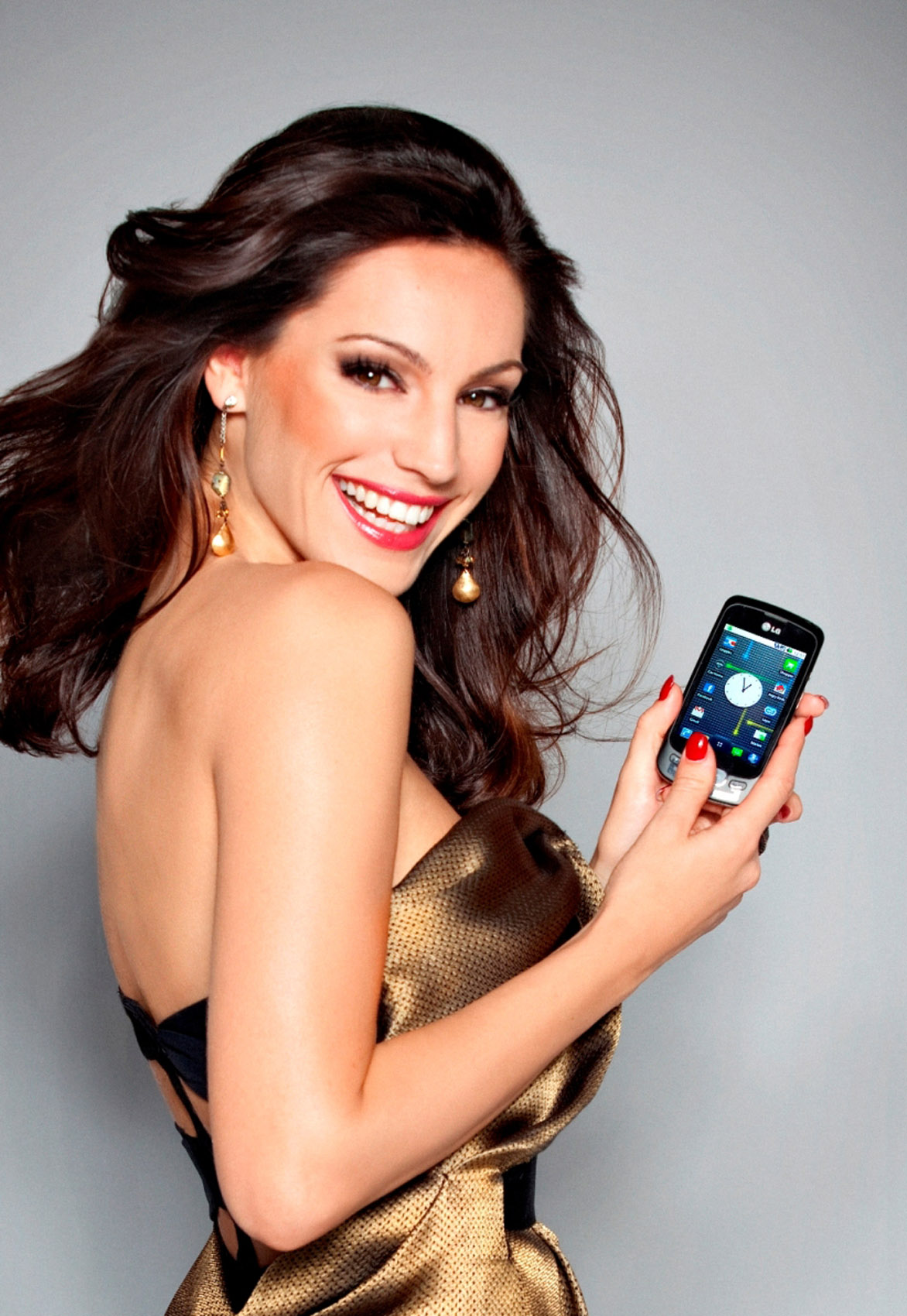
Brook trong một chiến dịch quảng cáo điện thoại di động LG Optimus One vào năm 2010.

Sự nghiệp người mẫu của Brook bắt đầu vào năm 16 tuổi sau khi cô giành chiến thắng trong một cuộc thi sắc đẹp mà mẹ Brook đưa cô tới dự thi. Sau đó cô hoạt động trong hàng loạt chiến dịch quảng cáo như Foster's Lager, Renault Mégane, Walker's crisps, Piz Buin và Bravissimo – công ty chuyên về đồ lót và nội y cho phụ nữ có ngực cỡ lớn. Sau cùng cô dã lọt vào mắt xanh của đội ngũ biên tập cho tờ báo Daily Star, và ấn phẩm này bắt đầu cho đăng hình cô trên các trang Page 3.
Tấm hình của Brook sớm hiện diện trong các tạp chí dành cho phái mạnh như GQ, Loaded và FHM. Tạp chí Grazia đã tiến hành một cuộc bầu chọn từ hơn 5000 độc giả nữ, thu được kết quả rằng cô là người mẫu Anh sở hữu thân hình đẹp nhất. Cô còn đứng đầu danh sách 100 phụ nữ quyến rũ nhất thế giới của FHM vào năm 2005, với sự thăm dò ý kiến của hơn 15 triệu độc giả. Luôn hiện diện trong mọi danh sách thường niên kia kể từ năm 1998, cô đứng hạng 34 vào năm 2008, hạng 67 năm 2009 và hạng 7 năm 2010. Cô còn được lên trang bìa trong ấn bản đặc biệt về giải vô địch bóng đá thế giới 2010 của FHM, đồng thời có mặt trên trang bìa của FHM vào tháng 4 năm 2011.
Tháng 2 năm 2007, Brook được đưa tin rằng đã ký hợp đồng (được cho là rơi vào khoảng 1 triệu Bảng) để làm đại diện cho nhãn hàng xịt mùi cơ thể Lynx (còn có tên là Axe tại các thị trường châu Âu lục địa và Mỹ). Cô còn xuất hiện trên các bảng quảng cáo, báo chí và ấn phẩm trực tuyến nhằm phục vụ chiến dịch quảng cá thương hiệu của Axe. Cô cũng có mặt trên quảng cáo của Sky+ và T-Mobile cũng như làm người mẫu cho Reebok.
Năm 2010, cô được lựa chọn làm "gương mặt và thân thể mới" trong chiến dịch quảng cáo của hãng bán đồ lót Ultimo. Tháng 9 năm 2010, Brook xuất hiện trên ấn bản Mỹ của tạp chí Playboy. Tháng 10 năm 2010, Brook có mặt trực tiếp tại rạp chiếu phim ở quận Clapham, Nam Luân Đôn nhằm gây bất ngờ cho các khán giả ở đây, nằm trong chiến dịch quảng cáo của Carlsberg và Sky 3D. Tháng 11 năm 2010, Brook nhận lời dẫn chương trình tại Giải Âm nhạc châu Âu của MTV tổ chức tại Madrid.
Brook đã cho ra đời một dòng thương hiệu đồ bơi của riêng mình với công ty thời trang New Look – nhãn hàng mà chính cô làm người mẫu đại diện. Tháng 9 năm 2014, Brook tung ra dòng quần áo cho công ty bán lẻ Simly Be. Năm kế tiếp, cô làm đại sứ thương hiệu cho nhãn hàng giày dép Skechers.

## Sự nghiệp diễn xuất

### Phim ảnh
Brook có vai diễn màn ảnh đầu tay với một vai nhỏ trong phim Sorted (2000). Không lâu sau, cô góp mặt trong bộ phim Ripper (2001). Cô đã hóa thân vào vai bạn gái của Lex Luthor – kẻ thù của Superman/Clark Kent trong 4 tập mùa đầu tiên của bộ phim truyền hình chính kịch khoa học viễn tưởng Smallville (2001–02). Cô còn có màn xuất hiện ngắn ngủi trong vai bạn gái của Lyle trong bộ phim Phi vụ Italia (2003). Vai diễn chính đầu tiên của Brook nằm ở tác phẩm School for Seduction (2004), và cô đã nhận được những đánh giá tích cực nhờ màn diễn xuất này. Năm 2004, cô thể hiện nhân vật Nikki Morris trong bộ trò chơi điện tử Need for Speed: Underground 2 cùng với Brooke Burke. Năm 2005, cô góp mặt trong hai bộ phim là House of 9 – tác phẩm giật gân của Philippe Vidal và Survival Island đóng cặp cùng nam diễn viên Billy Zane.
Năm 2006, Brook tham gia dự án truyền hình chính kịch đề tài trinh thám mang tên Agatha Christie's Marple chiếu trên kênh ITV và đóng chính mình trong mùa hai của sê-ri Moving Wallpaper cũng chiếu trên kênh ITV. Năm 2009, cô xuất hiện trong tác phẩm giật gân khoa học viễn tưởng có tựa đề Shadow Play do Nick Simon làm đạo diễn. Năm kế tiếp, cô nhận vai chính trong bộ phim hài kinh dị làm lại Piranha 3D. Phim được công chiếu toàn thế giới vào ngày 20 tháng 8 năm 2010. Piranha 3D nhận được những đánh giá tương đối khả quan và gặt hái thành công trên thị trường phòng vé, với hơn 83 triệu USD thu về so với kinh phí bỏ ra là 24 triệu USD.

### Kịch nghệ
Tháng 12 năm 2000, Brook hóa thân vào vai một vũ công thoát y tên là Anya trong vở kịch "Eye Contact" tổ chức tại trung tâm nghệ thuật Riverside Studios, Hammersmith. Năm 2008, cô trở lại sân khấu West End để góp mặt trong vở diễn Fat Pig của Neil LaBute công diễn tại Nhà hát Hài kịch ở Luân Đôn. Tháng 11 năm 2009, cô đóng vai Celia trong vở Calendar Girls tại Nhà hát Noël Coward. Cô đã có một vai khách mời trong chương trình cabaret "Forever Crazy" của Crazy Horse London vào cuối năm 2012.

## Đời tư
Brook gặp gỡ nam diễn viên người Mỹ Billy Zane trong lúc đang ghi hình bộ phim giật gân Survival Island tại Eleuthera, Bahamas vào năm 2004. Brook và Zane đã đính hôn vào giữa năm 2007 và mua một căn nhà ở Kent, nhưng Brook phải hoãn đám cưới do cha cô qua đời vào tháng 11 năm 2007. Cặp đôi kết thúc mối quan hệ vào tháng 4 năm 2008, làm lành một thời gian ngắn rồi chính thức chia tay vào tháng 8 năm 2008.
Brook từng được cho là có quan hệ tình cảm với cầu thủ bóng bầu dục Thom Evans. Ngày 16 tháng 3 năm 2011, Brook đăng trên tài khoản Twitter cá nhân rằng cô đang mang bầu một bé gái vớ Evans. Ngày 9 tháng 5 năm 2011, có tin đồn rằng Brook đã bị sảy thai. Cũng trên Twitter vào ngày 1 tháng 2 năm 2013, cô đăng thông báo rằng mình và Evans đã chia tay. Năm 2014, những bức ảnh riêng tư của Brook với bạn trai David McIntosh bị phát tán trên mạng.
Tháng 7 năm 2022, cô chính thức tổ chức lễ cưới với bạn trai Jeremy Parisi sau bảy năm hẹn hò.

## Danh sách phim

### Điện ảnh
| Năm  | Tựa phim                       | Vai diễn                      | Ghi chú                                        |
| ---- | ------------------------------ | ----------------------------- | ---------------------------------------------- |
| 2000 | Sorted                         | Sarah                         |                                                |
| 2001 | Ripper                         | Marisa Tavares                |                                                |
| 2003 | Absolon                        | Claire                        |                                                |
| 2003 | The Italian Job                | Bạn gái của Lyle              |                                                |
| 2004 | School for Seduction           | Sophia Rosselini              |                                                |
| 2005 | House of 9                     | Lea                           |                                                |
| 2005 | Deuce Bigalow: European Gigolo | Người phụ nữ đẹp trên bức họa |                                                |
| 2005 | Survival Island                | Jennifer                      |                                                |
| 2006 | In the Mood                    | Eva                           | Phim ngắn                                      |
| 2007 | Fishtales                      | Neried                        |                                                |
| 2010 | Piranha 3D                     | Danni Arslow                  |                                                |
| 2010 | Removal                        | Kirby                         |                                                |
| 2012 | Keith Lemon: The Film          | Chính cô                      |                                                |
| 2015 | Taking Stock                   | Kate                          | Thắng 4 giải tại Liên hoan phim quốc tế Monaco |
| 2018 | Santet                         | Laura                         |                                                |

### Truyền hình
| Năm             | Tựa đề                                | Vai diễn                | ghi chú                             |
| --------------- | ------------------------------------- | ----------------------- | ----------------------------------- |
| 1996            | Fist of Fun                           | Suzanne                 | 2 tập                               |
| 1999            | The Big Breakfast                     | Chính cô                | Đồng dẫn chương trình               |
| 2001            | The (Mis)Adventures of Fiona Plum     | Fiona Plum              | Tập thí điểm không phát sóng        |
| 2002            | Smallville                            | Victoria Hardwick       | 4 tập                               |
| 2005            | Romy and Michele: In the Beginning    | Linda Fashiobella       | Phim điện ảnh truyền hình           |
| 2006            | Agatha Christie's Marple              | Elsie Holland           | The Moving Finger                   |
| 2007            | Hotel Babylon                         | Lady Catherine Stanwood | 1 tập                               |
| 2007            | Strictly Come Dancing                 | Thí sinh                | Hạng 6                              |
| 2009            | Moving Wallpaper                      | Kelly Brook             | Phiên bản hư cấu của chính cô       |
| 2009            | Renaissance                           | –                       | Tập thí điểm trong Moving Wallpaper |
| 2009            | Britain's Got Talent                  | Giám khảo               | Giám khảo khách mời                 |
| 2011            | Skins                                 | Jemima                  | 1 tập                               |
| 2012–2013, 2015 | Celebrity Juice                       | Chính cô                |                                     |
| 2012            | Lemon la Vida Loca                    | Chính cô                | 1 tập                               |
| 2012            | Métal Hurlant Chronicles              | Skarr, Jen              | 2 tập                               |
| 2013            | NTSF:SD:SUV::                         | Anna                    | 1 tập                               |
| 2013            | Trollied                              | Chính cô                | 1 tập                               |
| 2015            | One Big Happy                         | Prudence                | Vai chính                           |
| 2015            | Taking Stock                          | Kate                    |                                     |
| 2016            | It's Not Me, It's You                 | Chính cô                | Đội trưởng                          |
| 2018            | Loose Women                           | Regular panellist       |                                     |
| 2018–           | Dance Fit                             | Đồng dẫn chương trình   |                                     |
| 2020            | The Great Stand Up to Cancer Bake Off | Thí sinh                |                                     |